# Oberfähnrich zur See

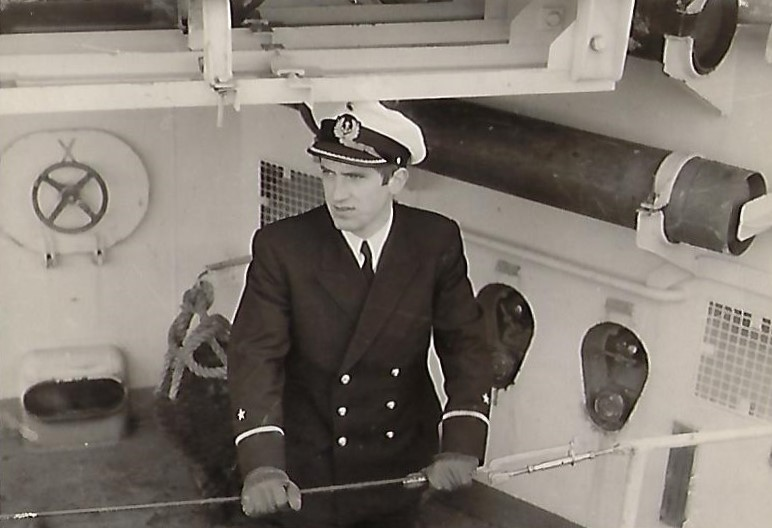
Oberfähnrich zur See

Der Oberfähnrich zur See ist einer der Dienstgrade der Bundeswehr für Marineuniformträger. Gesetzliche Grundlage ist die Anordnung des Bundespräsidenten über die Dienstgradbezeichnungen und die Uniform der Soldaten und das Soldatengesetz.

## Dienstgradabzeichen
Der Oberfähnrich zur See trägt die Uniform der Offiziere. Daher sind die Dienstgradabzeichen nach Art der Dienstgradabzeichen für Offiziere gestaltet und ähneln nicht denen für Hauptbootsleute. Die Dienstgradabzeichen der Oberfähnriche zur See zeigen einen 7 mm schmalen Ärmelstreifen auf beiden Unterärmeln.

## Kopfbedeckung
Oberfähnrich zur See tragen die Uniform der Offiziere. Daher gleicht der Mützenschirm der Oberfähnriche zur See dem für Hauptleute und Leutnante. Der Schirm weist einen 0,7 cm breiten, stumpfgezackten, am Schirmrand verlaufenden aus goldfarbenen Metallgespinst handgestickten Streifen auf. Da die Bestickung des Mützenschirms nach Form und Farbe Assoziationen mit dem Rand eines bekannten Butterkeks hervorrufen kann, wird diese Stickerei scherzhaft auch als „Keksrand“ bezeichnet.

## Anrede
Im militärischen Sprachgebrauch wird ein Soldat im Dienstgrad Oberfähnrich zur See kurz mit „Herr Oberfähnrich“ angeredet und gegrüßt.

## Sonstiges
Die Dienstgradbezeichnung ranggleicher Offizieranwärter in Luftwaffen- und Heeresuniform lautet Oberfähnrich. Hinsichtlich Befehlsgewalt, Ernennung, Sold, den nach- und übergeordneten Dienstgraden, ähnlich auch hinsichtlich der Dienststellungen sind Oberfähnriche zur See und Oberfähnriche gleichgestellt. Beide Dienstgrade wurden mit der sechsten Anordnung des Bundespräsidenten über die Dienstgradbezeichnungen und die Uniform der Soldaten vom 5. Mai 1966 neu geschaffen.
| Unteroffizierdienstgrad |                                                                 |                               |
| Niedrigerer Dienstgrad |                                                                 | Höherer Dienstgrad            |
| Oberfeldwebel Oberbootsmann | Hauptfeldwebel Hauptbootsmann Oberfähnrich Oberfähnrich zur See | Stabsfeldwebel Stabsbootsmann |
| Dienstgradgruppe: Mannschaften – Unteroffiziere o.P. – Unteroffiziere m.P. – Leutnante – Hauptleute – Stabsoffiziere – Generale |                                                                 |                               |